# جاده ای۱۰۳
جاده ای۱۰۳ (به انگلیسی: A103 road) یکی از جاده‌های کشور انگلستان است.
این جاده از ناحیه هالووی پایین شروع و در ناحیه هورنسی، لندن به پایان می‌رسد، طول این جاده ۴٫۷ کیلومتر است.